# Czajka (grupa jachtów)
Czajka – flotylla dziesięciu balastowych jachtów zatokowych typu Vingbot (szw. skrzydlata łódź) zakupionych w 1934 przez Polskę w Finlandii z inicjatywy kapitana Witolda Bublewskiego.
Jednostki zakupił Związek Harcerstwa Polskiego na potrzeby szkoleń żeglarskich. Przez trzy sezony służyły w ośrodku ZHP w Jastarni (głównie Zatoka Gdańska), a w latach późniejszych na jeziorze Narocz. W ich poświęceniu wziął udział wojewoda Michał Grażyński. Wyszkoliło się na nich około tysiąc żeglarzy. Poszczególne jednostki nie miały nazw, a tylko numery od 1 do 10. 
Jachty miały następujące wymiary: długość całkowita - 5,50 m, szerokość - 1,6 m, zanurzenie - 0,72 m, i powierzchnia ożaglowania - 14,19 m².